# 20-talet
Den här artikeln handlar om det tredje årtiondet i den kristna tideräkningen, åren 20-29 e.Kr. För andra årtionden, som benämns 20-talet, se respektive århundrades artikel för detta, till exempel 1920-talet och 2020-talet.
20-talet var det tredje årtiondet e.Kr. Det började 1 januari 20 e.Kr. och slutade 31 december 29 e.Kr.

## Händelser
- Tiberias byggs av Herodes Antipas vid Galileiska sjön till Tiberius ära.
- Pontius Pilatus utses till praefectus civitatis i Judeen.
- Kejsar Tiberius drar sig tillbaka till Capri och lämnar praetorianprefekten Sejanus som härskare över både Rom och imperiet.
- Jesus döps av Johannes döparen.

## Födda
- 23 – Plinius den äldre, romersk författare.
- 25 – Messalina, romersk kejsarinna.

## Avlidna
- 29
  - Livia Drusilla, romersk kejsarinna, hustru till Augustus och mor till Tiberius.
  - Johannes döparen, profet inom kristendomen, mandaeanismen och islam.

## Betydelsefulla personer
- Tiberius, romersk kejsare (14–37)